# غوتورم هانسن
غوتورم هانسن هو محرر وكاتب ومؤلف وسياسي نرويجي، ولد في 3 نوفمبر 1920 في نامسوس في النرويج، وتوفي بنفس المكان في 2 أبريل 2009. نشط حزبياً في حزب العمال.

## مناصب
- انتخب عضو برلمان النرويج  [لغات أخرى]‏ عن دائرة Nord-Trøndelag (Storting constituency) [الإنجليزية]‏ وقد انضم خلال فترته النيابية ‏ (1981 – 1985) للكتلة البرلمانية حزب العمال.
- انتخب عضو برلمان النرويج  [لغات أخرى]‏ عن دائرة Nord-Trøndelag (Storting constituency) [الإنجليزية]‏ وقد انضم خلال فترته النيابية ‏ (1977 – 1981) للكتلة البرلمانية حزب العمال.
- انتخب عضو برلمان النرويج  [لغات أخرى]‏ عن دائرة Nord-Trøndelag (Storting constituency) [الإنجليزية]‏ وقد انضم خلال فترته النيابية ‏ (1973 – 1977) للكتلة البرلمانية حزب العمال.
- انتخب عضو برلمان النرويج  [لغات أخرى]‏ عن دائرة Nord-Trøndelag (Storting constituency) [الإنجليزية]‏ وقد انضم خلال فترته النيابية ‏ (1969 – 1973) للكتلة البرلمانية حزب العمال.
- انتخب عضو برلمان النرويج  [لغات أخرى]‏ عن دائرة Nord-Trøndelag (Storting constituency) [الإنجليزية]‏ وقد انضم خلال فترته النيابية ‏ (1965 – 1969) للكتلة البرلمانية حزب العمال.
- انتخب نائب عضو برلمان النرويج  [لغات أخرى]‏ عن دائرة Nord-Trøndelag (Storting constituency) [الإنجليزية]‏ وقد انضم خلال فترته النيابية ‏ (1958 – 1961) للكتلة البرلمانية حزب العمال.
- انتخب President of the Parliament of Norway  [لغات أخرى]‏ (1973 – 1981).
- انتخب عضو برلمان النرويج  [لغات أخرى]‏ عن دائرة Nord-Trøndelag (Storting constituency) [الإنجليزية]‏ وقد انضم خلال فترته النيابية ‏ (1961 – 1965) للكتلة البرلمانية حزب العمال.

## وصلات خارجية
- غوتورم هانسن على موقع IMDb (الإنجليزية)